# Terzorio
Terzorio is een gemeente in de Italiaanse provincie Imperia (regio Ligurië) en telt 208 inwoners (31-12-2004). De oppervlakte bedraagt 1,9 km², de bevolkingsdichtheid is 214 inwoners per km².

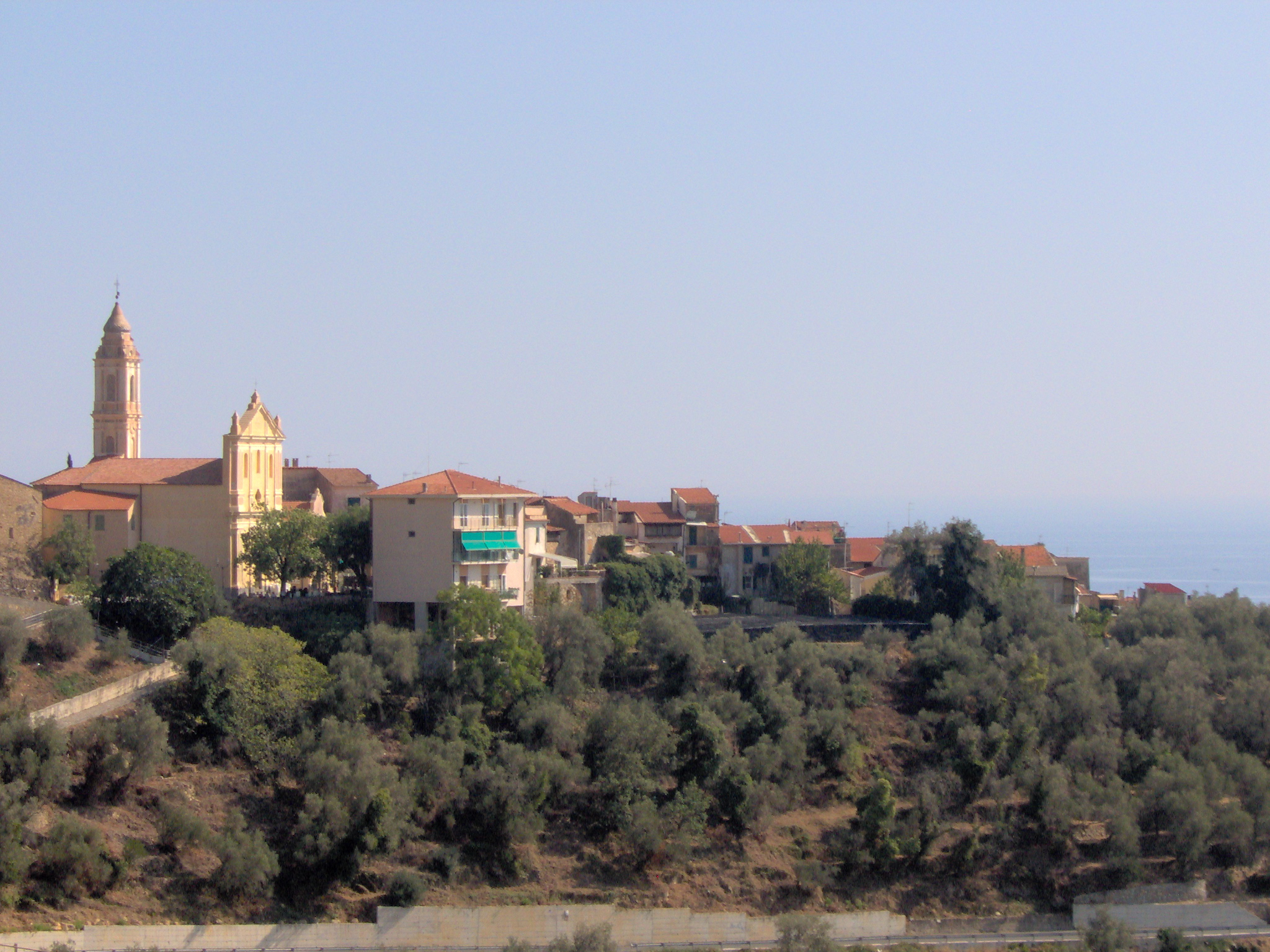
Terzorio
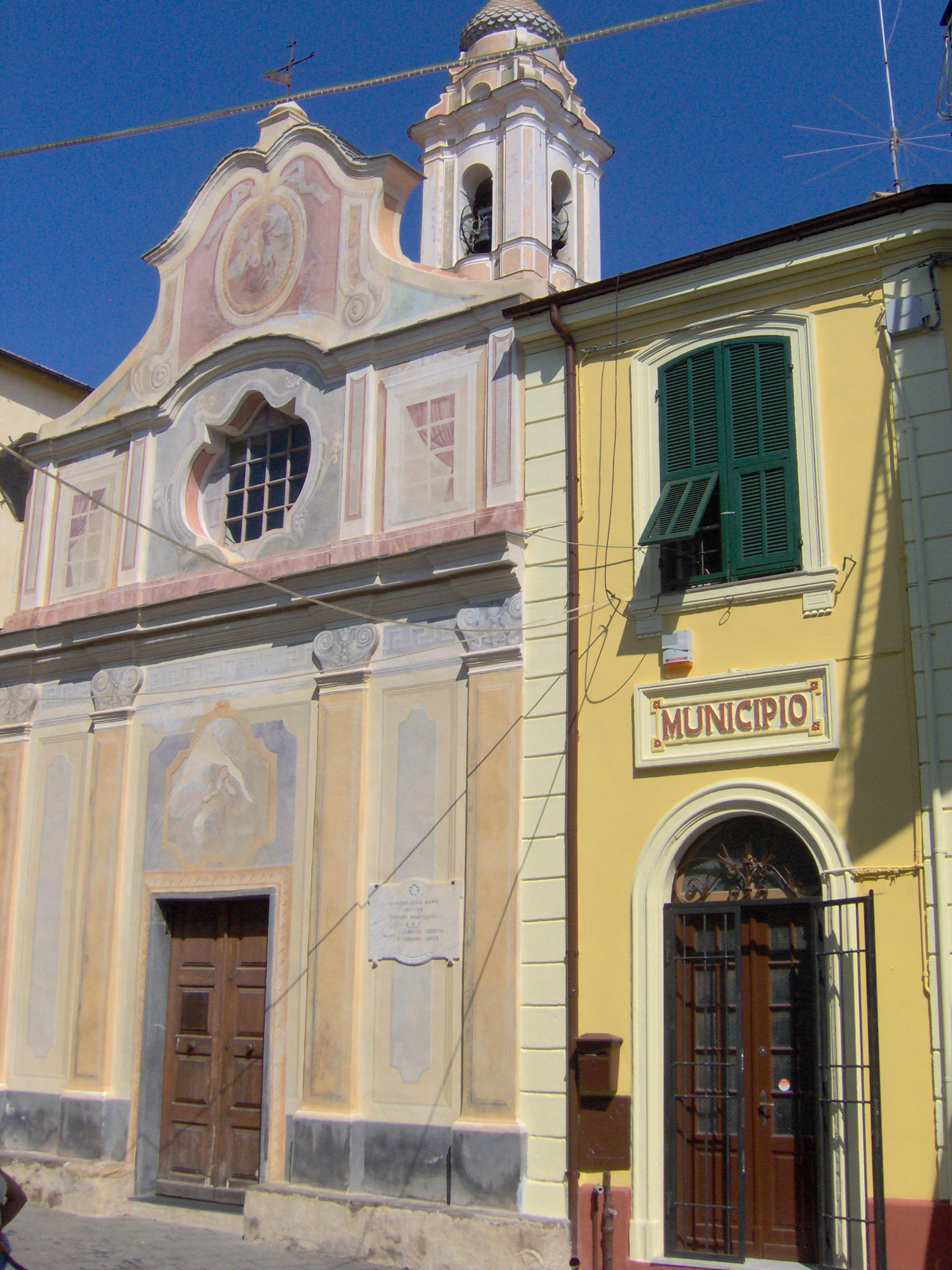
Centrum
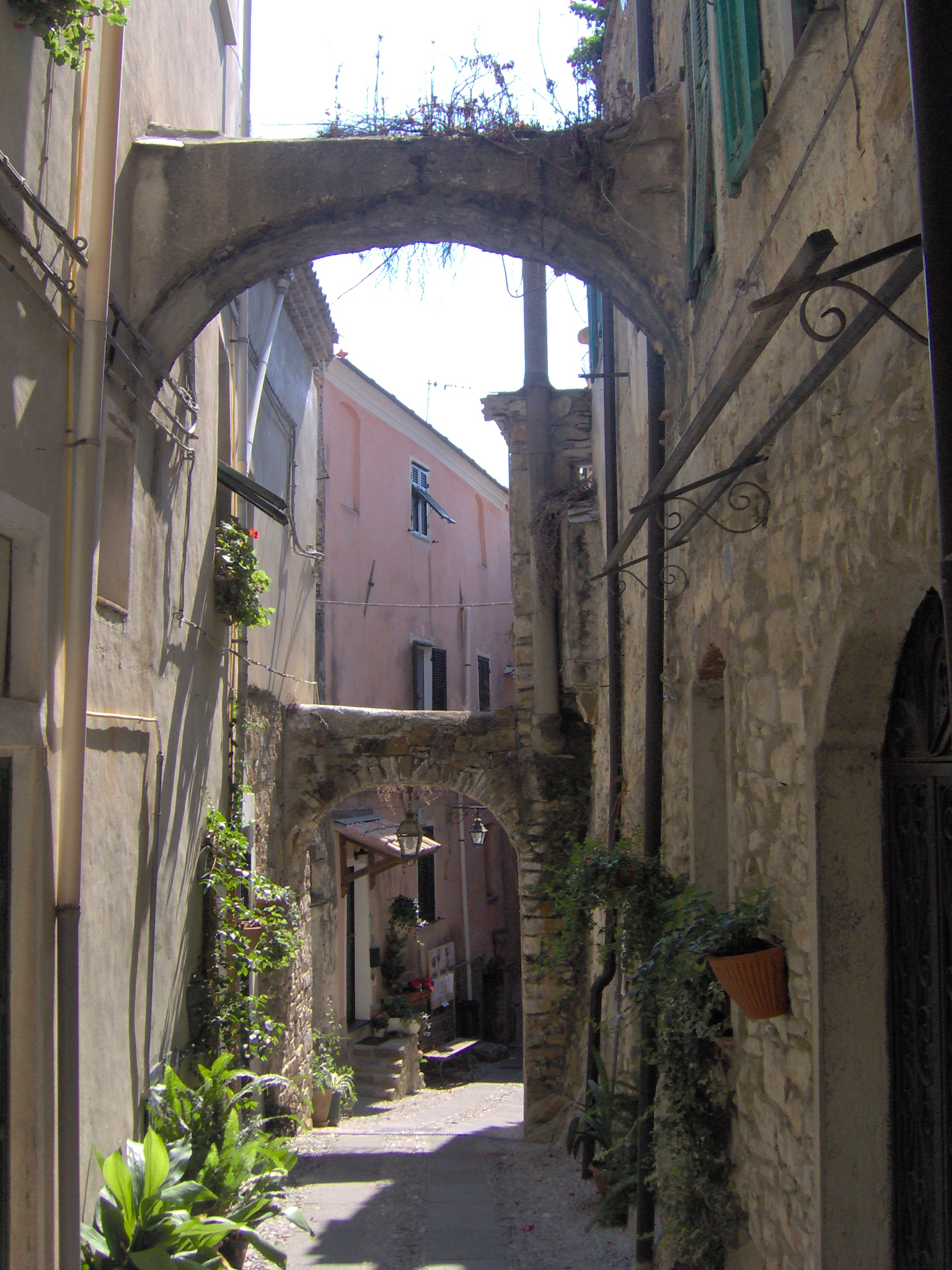
Steegje in Terzorio

## Demografie
Terzorio telt ongeveer 84 huishoudens. Het aantal inwoners daalde in de periode 1991-2001 met 1,4% volgens cijfers uit de tienjaarlijkse volkstellingen van ISTAT.
| Jaar | Inwoneraantal |
| ---- | ------------- |
| 1991 | 217           |
| 2001 | 214           |

## Geografie
De gemeente ligt op ongeveer 185 m boven zeeniveau.
Terzorio grenst aan de volgende gemeenten: Cipressa, Pompeiana, Santo Stefano al Mare.